# Mercer (automobile)
Mercer était un constructeur automobile américain de 1909 à 1925.